# 大原研二
大原 研二（おおはら けんじ、1975年5月18日 - ）は、福島県出身の俳優。
趣味はフェ巡り、スポーツ、風呂。
演出家、谷賢一設立。一般社団法人ＥＮＧＥＫＩ ＢＡＳＥ理事

## 出演

### 舞台
- DULL-COLORED POP
  - 「くろねこちゃんとベージュねこちゃん」 作・演出 谷賢一
  - 「演劇」 作・演出：谷賢一
- Théâtre des Annales
  - 「ヌード・マウス」 作・演出：谷賢一
  - 「従軍中のウィトゲンシュタインが・・・（略）」 作・演出：谷賢一
- アマヤドリ「月の剥がれる」 作・演出：広田淳一
- スカイロケット「旅猫リポート」 作：有川浩 演出：白坂恵都子
- ミナモザ
  - 「彼らの敵」 作・演出：瀬戸山美咲 
  - 「みえない雲」 作・演出：瀬戸山美咲
- boxes works CREATIO ATELIER 2014-2015 「蛙昇天」 作：木下順二　演出：長塚圭史
- TOHOKU Roots Project「想稿・銀河鉄道の夜」作：北村想　演出：小池竹見（2016年、 東京公演:あうるすぽっと、東北ツアー:いわき・南相馬・仙台・東松島・盛岡）
- 悪い芝居「春よ行くな、」　作・演出：山崎彬
- 「たまたま」作・演出：瀬戸山美咲（2017年、パルテノン多摩）
- TOHOKU Roots Project「音楽の時間」vol.1　広瀬咲楽×立石一海（2017年7月～3都市TOUR）※構成演出
- 劇団チョコレートケーキ「熱狂」作：古川健　演出：日澤雄介（2017年、東京芸術劇場）
- パンケーキの会「ワーニャおじさん」作：アントン・チェーホフ 演出：伊藤毅（2025年4月、下北沢駅前劇場）[1]

### 映画
- 孔-KUJAKU-雀 女ハスラー捜査官 【監督／小松崎淑子】
- 平成武士道 派遣ザムライ 【監督／友松直之】 - 内弁慶 役
- アウトレイジ【監督／北野武】- 大友組組員

### TVドラマ
- 腐女子ゲイに告る（ＮＨＫ）

### ラジオドラマ
- NHK青春アドベンチャー「旅猫リポート」 - ヨシミネ 役

### CM
- アシックス×ケイスケカンダ×アンリアレイジ コラボCM